# Cerro del Viso
El cerro del Viso o de San Juan del Viso o Zulema es un cerro testigo de la Comunidad de Madrid, España. Situado al suroeste de la ciudad de Alcalá de Henares, en los denominados Cerros de Alcalá y la denominada comarca natural de La Alcarria.

## Historia
En lo alto de este cerro se situó el primer asentamiento de la ciudad romana de Complutum, antes de trasladarse al llano en la confluencia del río Henares con el Camarmilla. Para los árabes era conocida por "Suleimán" o "Zulema". También se han encontrado restos celtíberos que corresponderían a la población denominada "Ikesankom Kombouto". De la antigua ermita dedicada a san Juan Bautista (hoy desaparecida) le vendría al cerro su nombre actual, San Juan del Viso, en el que se instalaría una casa de los Padres Trinitarios Descalzos. Actualmente presenta instalaciones militares, repetidores de televisión y telefonía, así como cultivo de cereales y olivos. El 26 de junio de 2024 sufrió un incendio, quemando toda la ladera oeste.

## Orografía

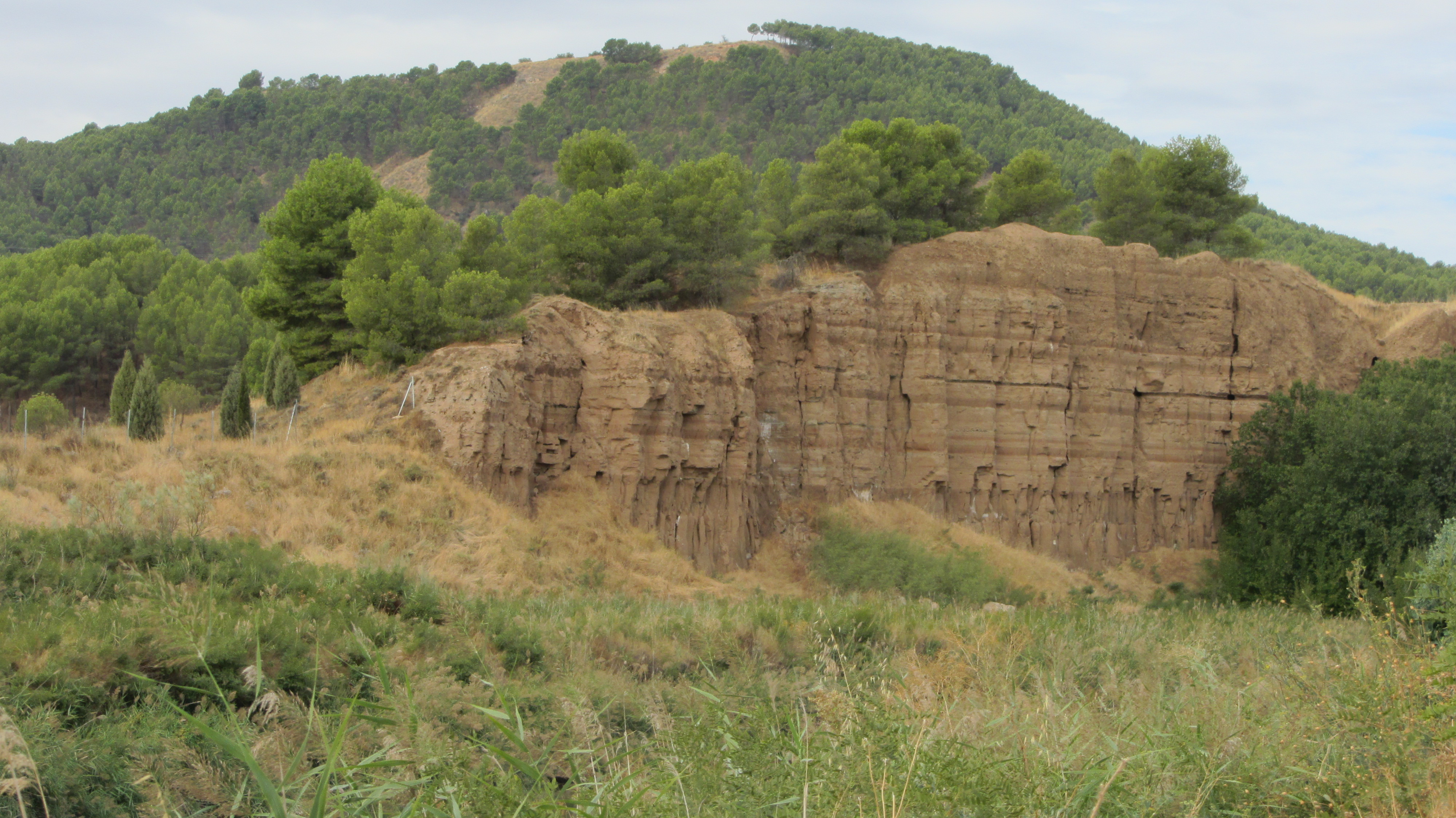
Erosión en el entorno del cerro del Viso.

Su superficie está repartida entre los términos municipales de Alcalá de Henares, de Torres de la Alameda y de Los Hueros, Villalbilla. Su altitud máxima es de 784 m, en su parte más elevada, que es la que mira hacia Alcalá y de 770-780 en el resto con ligera bajada en dirección oeste. Con una prominencia media sobre el Valle del Henares de unos 200 m, el valle se extiende a los pies del cerro formando una llanura de abrasión ininterrumpida hasta prácticamente la Sierra de Guadarrama y la Sierra de Ayllón. Pese a formar un espacio natural continuo con la reserva natural del "Parque de los Cerros", situada también al sur de Alcalá, el monte no forma parte de dicha reserva. Es también conocido como Zulema, debido a su denominación en época andalusí como Yabal Sulayman o 'monte de Salomón'. En un documento en latín de 1145 se percibe el paso del topónimo árabe al castellano, pues es denominado Geber Zuleima.
El Cerro del Viso es una planicie o meseta, relieve muy común en la Alcarria. Se debe a su historia geológica y a la forma en la que actuó la erosión, quedando la cima plana debido a que en ella se encuentran los materiales más resistentes (capa de calizas) cuyo origen se remonta a la sedimentación originada por el mar de Tetis. La erosión ha actuando en la ladera originando cárcavas, debido a la naturaleza más frágil y permeable de sus materiales. Por tanto, presenta una cima plana y laderas pronunciadas. En el caso de este cerro, el hecho de haberse repoblado la zona con especies arbóreas, se ha fijado el suelo y protegido de una erosión mayor.
Geológicamente está constituido por margas, cuarcitas, areniscas y calizas tobáceas.

## Vegetación
En su ladera norte,  donde es frecuente la acumulación de nieblas sobre la masa forestal,  y este predomina la repoblación de pino carrasco (Pinus halepensis) que se llevó a cabo hace más de 50 años. Otras especies que se pueden apreciar son: arizónicas, retamas, coscoja,  almendros, jóvenes olivos y medio centenar de roble quejigo diseminadas en claros del pinar, e incluso en alguna roca a media ladera e higueras, aunque no muy grandes. El matorral, típico del cortejo del encinar en este territorio también está representado por espino negro, jazmín silvestre, espino majuelo y las clásicas plantas menores del encinar basofilo manchego. Ente las grietas de las grandes rocas de conglomerado hay ombligo de Venus,  género Sedum o el helecho xerófilo Ceterach officinalis.  Esto es una señal de que se está recuperando el bosque de la comarca de Alcalá, es decir, coscoja y encinar, bajo la protección del pinar, y de que sería posible acelerar el proceso mediante segundas repoblaciones bajo el pinar, que de manera natural o artificial irá inevitablemente perdiendo terreno frente a estas frondosas.